# Jan Szymkowicz Szkliński
Jan Szymkowicz Szkliński herbu Kościesza – łowczy wołyński w latach 1651-1665, rotmistrz województwa wołyńskiego.
Poseł sejmiku łuckiego na sejm 1659 roku.